# Kuczki (Kalinowo)
Kuczki (deutsch Gut Kutzen) ist ein kleiner Ort in der polnischen Woiwodschaft Ermland-Masuren, der zur Landgemeinde Kalinowo (Kallinowen, 1938 bis 1945 Dreimühlen) im Powiat Ełcki (Kreis Lyck) gehört.

## Geographische Lage
Kuczki liegt 1,3 Kilometer nördlich des mit ihm verbundenen Dorfes Kucze (Kutzen) im südlichen Osten der Woiwodschaft Ermland-Masuren, 17 Kilometer östlich der Kreisstadt Ełk (Lyck).

## Geschichte
Der kleine Ort Kutzen war bis 1945 ein Gut innerhalb der gleichnamigen Landgemeinde Kutzen und mit deren Geschichte aufs Engste verbunden. Das Dorf mit dem Gut samt einer zugehörigen Ziegelei gehörte zum Kreis Lyck im Regierungsbezirk Gumbinnen (ab 1905: Regierungsbezirk Allenstein) in der preußischen Provinz Ostpreußen. Im Jahre 1905 zählte das Gut Kutzen 52 Einwohner.
Mit dem gesamten südlichen Ostpreußen kamen Gemeinde und Gut Kutzen 1945 in Kriegsfolge zu Polen. Das Dorf erhielt die polnische Namensform „Kucze“, während das Gut die Bezeichnung „Kuczki“ erhielt. Kuczki ist heute eine Kolonie und wohl dem Schulzenamt (polnisch Sołectwo) Kucze zugeordnet. Beide sind somit Teil der Gmina Kalinowo im Powiat Ełcki.

## Religionen
Zusammen mit der Muttergemeinde Kutzen gehörte das Gut Kutzen bis 1945 zur evangelischen Kirche Pissanitzen (1926 bis 1945 Ebenfelde, polnisch Pisanica) in der Kirchenprovinz Ostpreußen der Kirche der Altpreußischen Union sowie zur römisch-katholischen Kirche Prawdzisken (1934 bis 1945 Reiffenrode, polnisch Prawdziska) im Bistum Ermland.
Heute gehört Kuczki katholischerseits zur Pfarrkirche in Pisanica im Bistum Ełk der Römisch-katholischen Kirche in Polen. Die evangelischen  Einwohner halten sich zur Kirchengemeinde in der Kreisstadt Ełk (Lyck), einer Filialgemeinde der Pfarrei in Pisz (Johannisburg) in der Diözese Masuren der Evangelisch-Augsburgischen Kirche in Polen.

## Verkehr
Kuczki liegt sehr abseits vom Verkehrsgeschehen und ist nur über einen zum Teil recht unwegsamen Landweg zu erreichen, der vom Dorf Kucze (Kutzen) nach Czyńcze (Czynczen, 1938 bis 1945 Zinschen) führt.